# Grateful Dead
Grateful Dead bio je američki rock sastav, osnovan 1965. godine u San Franciscu (Kalifornija). Sastav je bio poznat zbog svog jedinstvenog eklektičnog glazbenog stila. Jednoj mješavini rocka, folka, bluegrassa, bluesa, reggaea, countrya, jazza, psihodeličnog rocka i space rocka.
Grateful Dead, su bili osobito značajan i utjecajan sastav 1960-ih u Americi, u vrijeme hippie pokreta i rastuće uporabe LSDa, ne toliko 
po nekim svojim hitovima (oni su većinom izvodili tuđe stvari) već po svojim koncertnim nastupima i scenskom nastupu. Imali su osobito vjerne obožavatelje 
zvane Deadheads koji su ih pratili po cijeloj Americi na svakom nastupu.
Grateful Dead su utjecali na mnoge američke sastave, kojima su bili uzor kako svojim koncertnim nastupima, tako i glazbenom virtuoznošću kod improvizacija.
Mnogi i danas drže Grateful Dead pionirima jama. Glazbeni časopis Rolling Stone  stavio ih je na 55 mjesto Najvećih glazbenika svih vremena.

## Životopis

### Osnutak sastava (1964. – 1966.)
Grateful Dead otpočeli su svoju glazbenu karijeru pod imenom The Warlocks, nastupajući po široj okolici San Francisca - Palo Alto 1965., sastav je nastao od dijela bivše grupe Mother McCree's Uptown Jug Champions. 

Osnivači sastava bilu su; gitarist i svirač bendža Jerry Garcia, gitarist Bob Weir, orguljaš Ron "Pigpen" McKernan, basist
Phil Lesh i bubnjar Bill Kreutzmann (koji je kasnije uzeo umjetničko ime Bill Sommers.)
Ime za sastav Grateful Dead (Zahvalni mrtvac), navodno je na "buf" pronašao Jerry Garcia listajući rječnike, po jednom objašnjenju to bi bila "duša umrlog čovjeka, ili njegov anđeo, koja je zahvalna onom koji je iz milosrđa pokopao", ali postoji i inačica po kojoj je ta složenica nastala potpuno slučajno.
Pod novim imenom Grateful Dead sastav se preselio u San Francisco, i počeo koncertrirati s Jefferson Airplanom i Carlosom Santanom, zajedno s njima oni su doprinijeli da se San Francisco pročuje kao sjedište kontrokulture i hippie pokreta. "Grateful Dead" nisu bili sastav koji je težio za uspjehom, time da stvara vlastite hitove. Oni su se zadovoljavali time da sviraju tuđe uspješnice u svojoj obradi na svojim nastupima, no oni su uskoro postali - kultna koncertna atrakcija.

### Uspjeh 1967. – 1995.
Svoj prvi LP, The Grateful Dead, snimili su za diskografsku kuću Warner Brothers 1967. 
U rujnu 1967. Grateful Dead uzeli su još jednoga bubnjara newyorčanina Mickey Harta, i tako pojačali svoju ritam sekciju za svojih živih nastupa a imali su ih čak 2300. Oni su bili poznati po svom ogromnom i sjajnom ozvučenju koji je posebno za njih napravila tvrtka Pechner Productions. 
Njihov najveći hit bila je pjesma Truckin'  s albuma American Beauty, koja se popela tek do # 64 mjesta američkih singl ploča.
Tijekom 1971., sastav je ponovno doživio promjene, napustio ih je drugi bubnjar Mickey Hart (no on se vratio u sastav 1974.), ali su krajem te godine uzeli još jednog 
klavijaturistu - Keith Godchauxa. Početkom 1972. grupi se pridružila i Keithova žena Donna Jean Godchaux, kao prateći vokalist.
Orguljaš Ron "Pigpen" McKernan umro je ožujku 1973. zbog prekomjerne konzumacije alkohola, on je i inače bio slabog i narušenog zdravlja. Nakon toga uslijedile su brojne i česte kadrovske promjene sastava.
Keith Godchaux i njegova žena Donna Jean - napustili su sastav 1979., na njihovo mjesto uskočio je Brent Mydland, kao klavijaturist i pjevač on je ostao u sastavu sve do srpnja 1990., kad je umro od predoziranja. 
Njega je zamijenio Vince Welnick (ex The Tubes), koji je ostao u sastavu do Garcijine smrti.

### Nakon 1995. do danas
Nakon smrti lidera sastava Jerry Garcije u kolovozu 1995., preostali članovi odlučili su raspustiti sastav i počeli stvarati vlastite karijere. No i nakon toga su ipak 
nastupali na dosta brojnim ponovnim okupljanjima sastava, s brojnim drugim glazbenicima. No 1998., Bob Weir, Phil Lesh i Mickey Hart su uz par drugih glazbenika osnovali sastav 
The Other Ones, nastupili su na brojnim koncertima i snimili album uživo The Strange Remain.  Other Onesi su 2003. promijenili ime u The Dead. 2015 godine, članovi Grateful Deada Bob Weir, Mickey Hart i Bill Kreutzmann formiraju Dead & Company zajedno s Johnom Mayerom te su aktivni i danas.

## Diskografija (izbor)
- The Grateful Dead (1967.: Garcia/Weir/Lesh/Kreutzmann/McKernan)
- Anthem of the Sun (1968.: Garcia/Weir/Lesh/Kreutzmann/Hart/McKernan)
- Two from the Vault (1968: Garcia/Weir/Lesh/Kreutzmann/Hart/McKernan)
- Aoxomoxoa (1969.: Garcia/Weir/Lesh/Kreutzmann/Hart/McKernan/Constanten)
- Live/Dead (1969: Garcia/Weir/Lesh/Kreutzmann/Hart/McKernan/Constanten)
- Workingman's Dead (1970: Garcia/Weir/Lesh/Kreutzmann/Hart/McKernan)
- American Beauty (1970: Garcia/Weir/Lesh/Kreutzmann/Hart/McKernan)
- Grateful Dead' (poznat i kao Skull & Roses) (1971.: Garcia/Weir/Lesh/Kreutzmann/McKernan)
- Hundred Year Hall (1972.: Garcia/Weir/Lesh/Kreutzmann/McKernan/K.Godchaux/D.Godchaux)
- Europe '72 (1972: Garcia/Weir/Lesh/Kreutzmann/McKernan/K.Godchaux/D.Godchaux)
- Skeletons from the Closet (Best of the Grateful Dead) (1973.: zbirka)
- History of the Grateful Dead, Volume One (Bear's Choice) (1973.: Garcia/Weir/Lesh/Kreutzmann/Hart/McKernan)
- Wake of the Flood (1973: Garcia/Weir/Lesh/Kreutzmann/K.Godchaux/D.Godchaux)
- Grateful Dead From the Mars Hotel (1974.: Garcia/Weir/Lesh/Kreutzmann/K.Godchaux/D.Godchaux)
- Steal Your Face (1974: Garcia/Weir/Lesh/Kreutzmann/K.Godchaux/D.Godchaux)
- One From the Vault (1975.: Garcia/Weir/Lesh/Kreutzmann/Hart/K.Godchaux/D.Godchaux)
- Blues for Allah (1975: Garcia/Weir/Lesh/Kreutzmann/Hart/K.Godchaux/D.Godchaux)
- Terrapin Station (1977.: Garcia/Weir/Lesh/Kreutzmann/Hart/K.Godchaux/D.Godchaux)
- What a Long Strange Trip It's Been (1977: izbor)
- Shakedown Street (1978.: Garcia/Weir/Lesh/Kreutzmann/Hart/K.Godchaux/D.Godchaux)
- Go to Heaven (1980.: Garcia/Weir/Lesh/Kreutzmann/Hart/Mydland)
- Reckoning (Grateful Dead)|Reckoning (1981.: Garcia/Weir/Lesh/Kreutzmann/Hart/Mydland)
- Dead Set (1981.: Garcia/Weir/Lesh/Kreutzmann/Hart/Mydland)
- In the Dark (1987.: Garcia/Weir/Lesh/Kreutzmann/Hart/Mydland)
- Built to Last (1989.: Garcia/Weir/Lesh/Kreutzmann/Hart/Mydland)
- Dylan & The Dead (uživo s Bob Dylanom) (1989.: Garcia/Weir/Lesh/Kreutzmann/Hart/Mydland)
- Dozin' at the Knick (1990.: Garcia/Weir/Lesh/Kreutzmann/Hart/Mydland)
- Without a Net (1990: Garcia/Weir/Lesh/Kreutzmann/Hart/Mydland)
- Infrared Roses (1991.: izbor snimki u živo)
- Grayfolded (1996.: izbor snimki u živo)
- Grateful Dead 1977-1995 (izbor)
- The Arista Years (1996.: izbor)
- Fallout from the Phil Zone (1997.: izbor snimki u živo)
- So Many Roads 1965-1995 (1999.: zbirka)
- The Golden Road (2001.: zbirka snimki za Warner Brothers Records, 1967. – 1972.)
- Postcards of the Hanging (2002.: izbor snimki u živo)
- The Very Best of The Grateful Dead (2003.: izbor snimki u živo)
- Beyond Description (2004.: zbirka snimki za Arista Records, 1973. – 1989.)
- Rare Cuts and Oddities 1966 (2005.)
- The Complete Fillmore West 1969 (2005.: zbirka snimki u živo)

## Vanjske poveznice
- Službene stranice sastava Grateful Dead (engl.)